# Raetinska pruga
Raetinska pruga (njemački: Rhätische Bahn, talijanski: Ferrovia Retica, romanš: Viafier Retica), skraćeno RhB, je alpska željeznička pruga koja se proteže kroz gotovo cijeli južni švicarski kanton Graubünden, s jednom postajom u Tiranu, u Lombardiji (Italija), gdje se veže na talijanske željeznice. Ona je u posjedu istoimene švicarske željezničke tvrtke koja posjeduje naveću mrežu privatnih pruga u Švicarskoj, a postajom u glavnom gradu kantona, Churu, je povezana sa švicarskim državnim željeznicama SBB-CFF-FFS.  
Raetinska pruga povezuje veliki broj turističkih centara, uključujući St. Moritz i Davos. Dio Reatinske pruge koji prolazi kroz krajolik Albula/Bernina (67 km pruge od Thusisa do Tirana) je upisan na UNESCO-ov popis mjesta svjetske baštine u Europi. Ovaj dio pruge iz 1904. godine ima impresivnu infrastrukturu s 42 tunela, 144 vijadukta i mosta, te je izvanredan tehnički iarhitektonski sklop koji je u skladu s alpskim prijelazima kroz koje prolazi. Pruga Albula/Bernina je također primjer kako je željeznica uspjela povezati izolirana mjesta u središnjim Alpama, čime je izvršila značajan utjecaj na njihov društveno-gospodarski razvoj.

## Željeznička mreža
Raetinska pruga ima oko 10.7 milijuna putnika godišnje sa zaradom oko 1.700.000 švicarskih franaka (2008.), a zapošljava 1.348 zaposlenika (2008.). 
Pruga je izgrađena u više etapa od kraja 19. do početka 20. stoljeća, zbog čega ima više različitih vrsta elektrifikacije, ali je cijela elektrificirana i uskotračna željeznica raspona 1000 mm.
Cijela pruga ima 84 tunela, od kojih je najdulji Vereina tunel (1999.) dug 19.042 km, 383 mosta, i prosječni maksimalni uspon od 4.5%, a najveći ima pruga Bernina - 7%.
RhB svakodnevno povezuje:
- Regio Express RE1: Chur – St. Moritz (Linija Albula 1)
- Regio Express RE2: Landquart – Davos
- Regio Express RE3: Disentis/Muster - Chur – Landquart - Scuol-Tarasp
- Regio R4: Chur – Arosa ("Arosabahn")
- Regio R5: St. Moritz - Tirano, Italija (Linija Bernina)
- Regio R6: Davos Platz - Filisur
- Regio R7: Pontresina - Sagliains - Scuol-Tarasp
- S-Bahn S8: Schiers - Landquart - Chur - Rhäzüns
- S-Bahn S9: Chur - Thusis (Linija Albula 2)

Posebne vožnje su:
- Regio R11: Chur - St. Moritz
- Regio R21: Landquart - Davos
- Regio R31: Disentis - Landquart

A prijevoz vozila se obavlja kroz tunele:
- Vereina: Klosters - Sagliains
- Albula: Thusis - Samedan

- "Glečerski ekspres" u alpskom prijelazu Albula
- Vijadukt Landwasser (Albula)
- Spiralni tuneli
- Alpski prijelaz Bernina
- Spiralni prijelaz Brusio

## Poveznice
- Semmeringbahn
- Indijske planinske pruge

## Vanjske poveznice
- RhB Službena stranica  Arhivirana inačica izvorne stranice od 18. travnja 2012. (Wayback Machine) (engl.)
- Reatinska pruga  Arhivirana inačica izvorne stranice od 7. kolovoza 2007. (Wayback Machine) Fotografska prezentacija